# Missioni francescane nella Sierra Gorda
Le missioni francescane della Sierra Gorda, nello stato messicano di Querétaro, vennero dichiarate patrimonio dell'umanità dall'UNESCO nel 2003. Vennero fondate da Junípero Serra dell'ordine francescano, creatore tra l'altro di importanti missioni in Alta California.
Le cinque missioni sono: Santiago de Jalpan e Nuestra Señora de la Luz de Tancoyol nel comune di Jalpan, Santa María del Agua de Landa e San Francisco del Valle de Tilaco a Landa, e San Miguel Concá a Arroyo Seco.